# Euridice, Euridice
Pour plus de détails, voir Fiche technique et Distribution.
Euridice, Euridice est un court métrage franco-suisse de Lora Mure-Ravaud, sorti en 2022. 
Il s'agit d'une version lesbienne du mythe d'Orphée et Eurydice.

## Synopsis
À Rome, une musicienne italienne, Ondina, vit avec sa compagne grecque Alexia.

## Distribution
- Ondina Quadri : Ondina
- Alexia Sarantopoulou : Alexia
- Daria Menichetti : Daria

## Fiche technique
- Réalisation : Lora Mure-Ravaud
- Scénario : Lora Mure-Ravaud
- Directeur de la photographie : Augustin Losserand
- Montage : Suzana Pedro
- Musique : Marcel Vaid
- Genre : Drame
- Durée : 43 minutes
- Langue : italien et grec
- Production : Alva Film, 5 à 7 Films et Préludes
- Distribution :  Manifest
- Dates de sorties : août 2022

## Distinctions
- Festival international du film de Locarno 2022 : Pardino d'or du meilleur court métrage suisse[2]
- Festival Premiers Plans d'Angers 2023 : Mention Spéciale du Jury (courts métrages européens)[3]